# Метрополитен Мекки
Метрополитен Мекки (араб. قطارات مكة للنقل العام‎) — надземный метрополитен агломерации города Мекки (Саудовская Аравия) с высокой провозной способностью, основными пассажирами которого являются паломники хаджа. Первый метрополитен в стране (построен раньше, чем столичный).

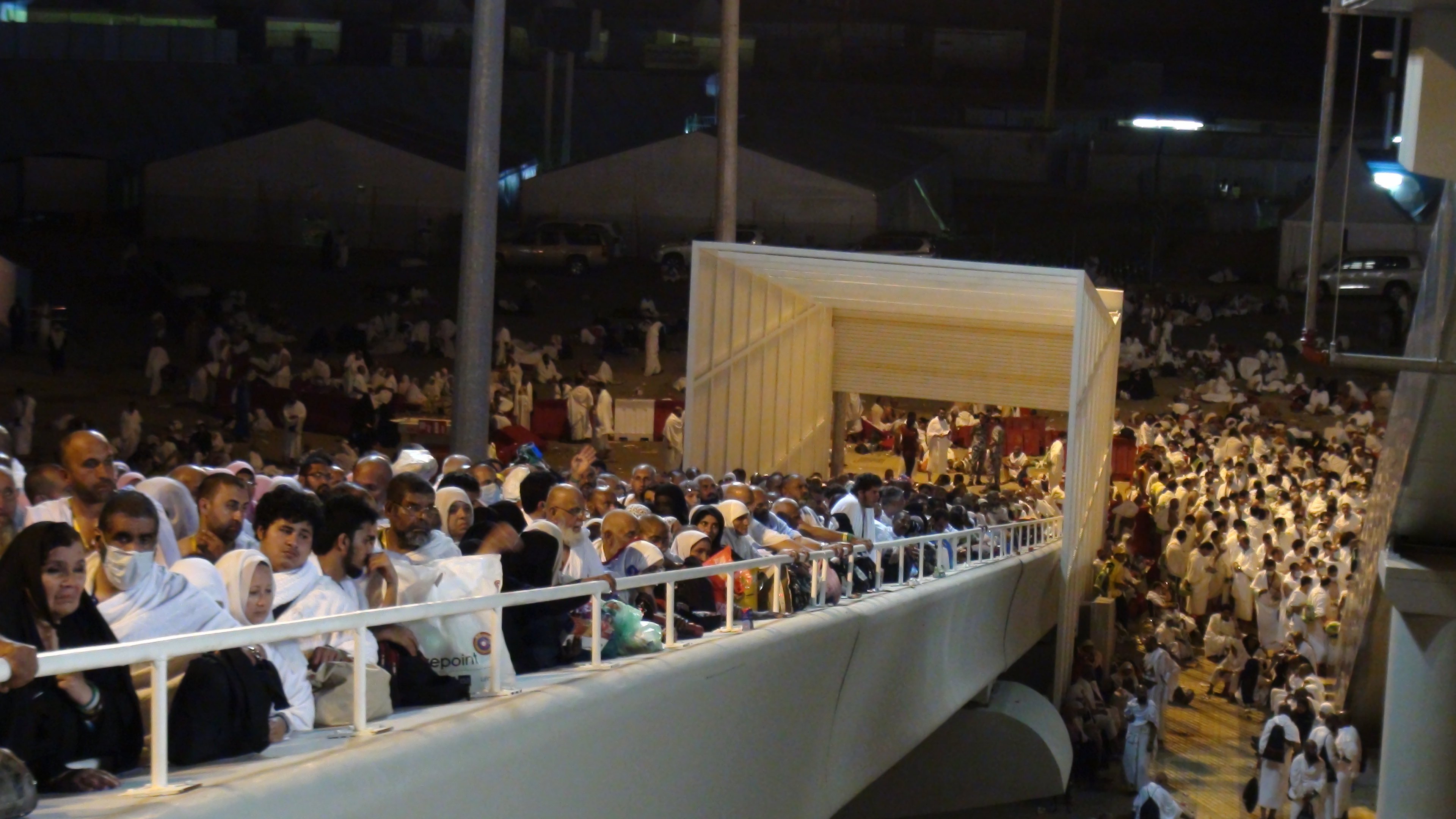
Массы пассажиров на входе на станцию у горы Арафат

## История
Открыт 13 ноября 2010 года. Тестовое движение начато 1 августа 2010 года.
Сооружён согласно контракту стоимостью 6,7 млрд саудовских риалов от февраля 2009 года при комплексном оснащении китайской Чанчуньской компанией железнодорожного транспорта (ЧКЖТ) с привлечением в качестве субподрядных поставщиков отдельных систем немецких, французских, канадских и прочих западных компаний — «Siemens», «Atkins», «Систра», «Брекнелл» и др.

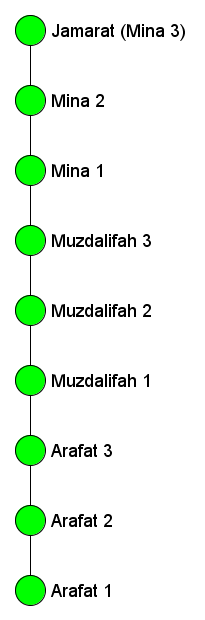
Станции

## Система
На первой (Красной) линии длиной 18 км построено 9 станций, к 2012 году строятся остальные 6. Расчётный максимальный пассажиропоток — 72 тыс. человек в час и 1,2 млн в день. Система призвана заменить 53 тыс. ежедневных рейсов автобусов.
Пути линии расположены на насыпных возвышениях и эстакадах высотой от 8 до 10 м. На станциях установлены платформенные раздвижные двери. Предусмотрено полное автоматическое управление поездами, которое вводится с середины 2011 года.

## Пассажиропоток
Метрополитен предназначен только для паломников и работает только в период хаджа.
В период хаджа 2025, с 3 по 9 июня совершено 1,87 миллиона поездок.

## Перспективы
Строится продление Красной линии через палаточный город Мина в места массового скопления паломников — долину Муздалифа и гору Арафат. В каждом из этих мест на линии предусмотрены по 3 станции. Депо линии расположено после первой станции у Арафата.
В будущем метро будет расширено до напоминающей сети системы из 5 линий, а также соединено с системой строящейся саудоаравийской высокоскоростной железной дороги Харамейн, обеспечивающей связь Мекки с международным аэропортом Джидды и городами Джиддой и Аль-Харамом.
Полный состав системы:
- Розовая линия (этап 1) — от моста Джамрат (место ритуала бросания камней) до Мины, Муздалифы и Арафата, имеет пересадку на Красную и Синюю линии в Мине.
- Красная линия (этап 2) — прямая до центра Мины, имеет пересадку на Розовую и Жёлтую линии.
- Оранжевая линия (этапы 3 и 3А) — до районов многоуровневых парковок на западе (Ресайфа) и юге, имеет пересадку на Жёлтую линию.
- Синяя линия (этапы 4 и 4А) — до Мины через западную и северную части города, имеет пересадку на Розовую и Жёлтую линии.
- Жёлтая линия (этап 5) — полукольцевая через северную часть города и парковки у Арафата, имеет пересадку на Красную, Синюю и Оранжевую линии.

## Подвижной состав
Используются поезда железнодорожного типа (на первой линии — 17) производства ЧКЖТ согласно контракту от апреля 2009 года.
Составы светло-зелёной окраски общей длиной около 260 метров состоят из 12 вагонов по 22 м длиной и 3 м шириной. Скорость движения поездов — 100 км/ч.
Первый состав был поставлен в мае 2010 года.